# Drugi Kontinentalni kongres
Drugi Kontinentalni kongres bila je konvencija delegata iz trinaest britanskih sjevernoameričkih kolonija koja se sastala 10. svibnja 1775. nedugo nakon izbijanja oružanog sukoba između američkih kolonista i britanske vlade kasnije poznatog kao Američki rat za neovisnost. Njegovo sazivanje je, u slučaju eskalacije sukoba predvidio Prvi Kontinentalni kongres, sazvan godinu dana ranije. Drugi Kongres je organizirao i koordinirao ratni napor kolonija te postupno politički pripremio nezavisnost, koju je proglasio u znamenitoj Deklaraciji nezavisnosti 4. srpnja 1776. godine. S obzirom na to da je podizao vojske, koordinirao strategiju, imenovao diplomate i sklapao formalne međunarodne sporazume, Kongres je djelovao kao de facto nacionalna vlada budućih SAD. Taj je status formaliziran Člancima o Konfederaciji, usvojenim 1781. godine, a nakon kojih je Kongres postao Kongres Konfederacije.